# Anni Alakoski
Anni Alakoski (* 21. November 1997 in Reisjärvi) ist eine finnische Skilangläuferin.

## Werdegang
Alakoski, die für den Kainuun Hiihtoseura startet, lief im Dezember 2013 in Vuokatti ihr erstes Rennen im Scandinavian-Cup, welches sie auf dem 59. Platz über 10 km klassisch beendete. Ihre besten Platzierungen bei den Nordischen Junioren-Skiweltmeisterschaften 2016 in Râșnov waren der 24. Platz über 5 km klassisch und der neunte Rang mit der Staffel. Im folgenden Jahr belegte sie bei den Nordischen Junioren-Skiweltmeisterschaften in Soldier Hollow den 28. Platz im Sprint, den 26. Rang über 5 km Freistil und den siebten Platz mit der Staffel. In der Saison 2018/19 errang sie bei den U23-Weltmeisterschaften 2019 in Lahti den 46. Platz über 10 km Freistil und absolvierte dort ihr erstes Weltcuprennen, welches sie auf dem 54. Platz im Sprint beendete. Im folgenden Jahr kam sie bei den U23-Weltmeisterschaften in Oberwiesenthal auf den 35. Platz im 15-km-Massenstartrennen und jeweils auf den 28. Rang über 10 km klassisch und im Sprint. Nach Platz 51 beim Ruka Triple zu Beginn der Saison 2020/22 holte sie im Februar 2021 in Ulricehamn mit dem 30. Platz im Sprint ihren ersten Weltcuppunkt.

## Erfolge

### Siege bei Continental-Cup-Rennen
| Nr. | Datum             | Ort      | Disziplin       | Serie            |
| --- | ----------------- | -------- | --------------- | ---------------- |
| 1.  | 16. Dezember 2023 | Vuokatti | 10 km klassisch | Scandinavian Cup |